# Vakuový záchod

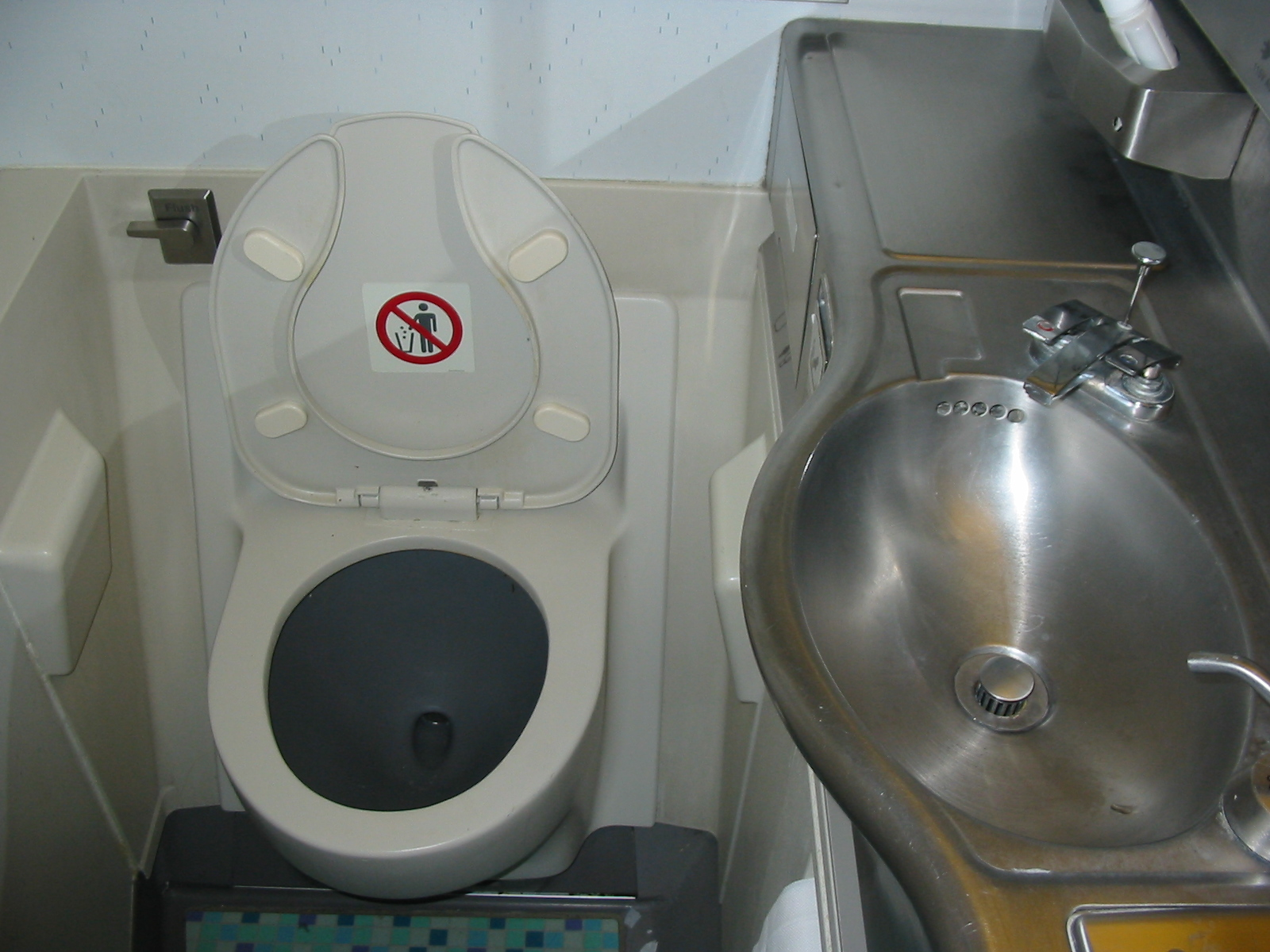
Vakuový záchod v letadle Boeing 747

Vakuový záchod je záchod, ve kterém se na rozdíl od klasických splachovacích toalet splachovací voda neurychluje výškovým rozdílem, ale podtlakem.
Záchodová mísa má malý sací otvor, který je uzavřen sacím ventilem. Když se spustí proces splachování, malé množství vody je nejprve nasměrováno do záchodové mísy a ventilem se zabrání vypuštění. Potom se otevře sací ventil. Díky velkému tlakovému rozdílu lze zmenšit průměr kanalizační trubky bez zvýšení rizika ucpání a také rychlost proudění je vyšší. Oba faktory v konečném důsledku snižují množství potřebné splachovací vody.

## Použití
Vakuová toaleta se používá v různých oblastech, kde je buď omezená splachovací voda, nebo je problematické množství odpadní vody. Patří mezi ně lodě, letadla a železnice.